# Campeonato Cearense Série B 2022
In 2022 werd het 34ste Campeonato Cearense Série B gespeeld voor voetbalclubs uit de Braziliaanse staat Ceará. De competitie werd georganiseerd door de FCF en werd gespeeld van 7 mei tot 3 juli. Guarani de Juazeiro werd kampioen.

## Eerste fase
| Plaats | Club                | Wed. | W | G | V | Saldo | Ptn. |
| ------ | ------------------- | ---- | - | - | - | ----- | ---- |
| 1.     | Horizonte           | 9    | 5 | 0 | 4 | 11:9  | 15   |
| 2.     | Floresta            | 9    | 4 | 3 | 2 | 8:5   | 15   |
| 3.     | Barbalha            | 9    | 4 | 2 | 3 | 9:7   | 14   |
| 4.     | CEFAT               | 9    | 4 | 1 | 4 | 12:10 | 13   |
| 5.     | Guarani de Juazeiro | 9    | 4 | 1 | 4 | 7:11  | 13   |
| 6.     | Guarany de Sobral   | 9    | 3 | 4 | 2 | 13:12 | 13   |
| 7.     | Tiradentes          | 9    | 3 | 4 | 2 | 7:6   | 13   |
| 8.     | Itapipoca           | 9    | 2 | 5 | 2 | 8:7   | 11   |
| 9.     | Cariri              | 9    | 2 | 4 | 3 | 8:8   | 10   |
| 10.    | Maranguape          | 9    | 1 | 2 | 6 | 5:13  | 5    |

|  | Geplaatst voor tweede fase |
|  | Degradatie                 |

## Tweede fase
| Plaats | Club                | Wed. | W | G | V | Saldo | Ptn. |
| ------ | ------------------- | ---- | - | - | - | ----- | ---- |
| 1.     | Guarani de Juazeiro | 4    | 3 | 1 | 0 | 9:2   | 10   |
| 2.     | Barbalha            | 4    | 2 | 2 | 0 | 6:2   | 8    |
| 3.     | Horizonte           | 4    | 1 | 2 | 1 | 4:5   | 5    |
| 4.     | CEFAT               | 4    | 1 | 1 | 2 | 5:5   | 4    |
| 5.     | Floresta            | 4    | 0 | 0 | 4 | 1:11  | 0    |

|  | Kampioen   |
|  | Promotie   |
|  | Degradatie |

### Kampioen
| Campeonato Cearense de 2022 - Série B   |
| Ceará                                   |
| --------------------------------------- |
| GUARANI DE JUAZEIRO Kampioen (3° titel) |